# Brockhausen (livländisches Adelsgeschlecht)

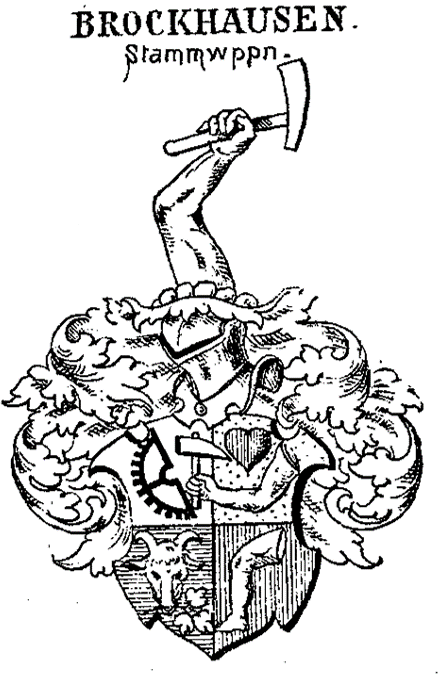
Bürgerliches Stammwappen der Brockhausen zu Reval

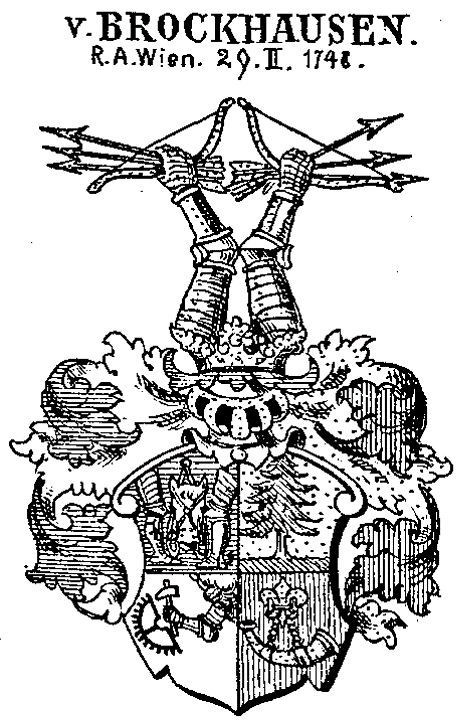
Wappen derer von Brockhausen gemäß Reichsadelsdiploms vom 29. Februar 1748

Brockhausen war der Name eines aus Lübeck stammenden, baltischen Adelsgeschlechts.
Eine Stammesverwandtschaft mit den niedersächsisch-pommerschen Herren von Brockhusen oder den westfälisch-kurländischen Herren von Brockhausen besteht nicht.

## Geschichte
Heinrich Brockhausen wanderte 1637 von Lübeck nach Reval ein, wo seine Nachkommen noch im 18. Jahrhundert blühten. Daniel Brockhausen war herzoglicher Amtmann auf Grönhof, sein Sohn Wilhelm Brockhausen wurde Erbherr von Meyhof. Des Letzteren Sohn Gotthard Johann Brockhausen († 1714 in Riga), verheiratet mit Barbara Wittenberg (* 1662 in Riga), war Kaufmann in Riga, wo sein Sohn Georg Gottfried (1698–1752) geboren wurde. Dieser wurde 1733 Dockmann, 1735 Ältester, 1742 Ältermann und 1743 Ratsherr. Am 29. Februar 1748 wurde ihm der Reichsadelsstand verliehen. 1749 kaufte er im Kirchspiel Dahlen das Gut Dahlen, das nach dem Tod von Georg Gottfried von Brockhausen 1752 an seinen Sohn, Leutnant Johann Georg Gottfried von Brockhausen, fiel, der es noch 1755 besaß. Vor 1704 besaß ein Bürger Brockhusen in Hasenpoth ein Haus am Markt.
Die Familie behauptete mit dem rigaschen Patriziergeschlecht Brockhusen verwandt zu sein. Paul Brockhausen, Rigascher Ratsherr, war vor 1701 Vertreter Rigas in ihren Beziehungen zur russischen Regierung. Sein Vater Paul Brockhausen war 1687 Bürgermeister zu Riga, Sohn des dortigen Aeltesten Paul Brockhausen (geboren zu Sapesina in Litauen). Ein anderer Paul Brockhausen, Sohn des Oberlandvogts Paul Brockhausen, starb unverheiratet als Waisenherr 1643. Auch in Reval findet sich schon früh eine Linie der Brockhausen. Dort erscheint Tönnis Brockhausen († 1585) mit dem bürgerlichen Wappen der Familie. Dasselbe Wappen zeigte Heinrich Brockhausen 1744 im Bürgerbuch. Wolmar Brockhusen, Ratsherr von Reval, testierte 1548. Adam Heinrich Brockhausen war 1766 Revaler Ratsherr.

## Wappen
Blasonierung des Wappens nach dem Diplom von 1748: Der Schild quadriert. Feld 1: In Blau ein vorwärts gekehrter Pferdekopf (ohne Hals), über die Stirn zwei kreuzweise, um das Maul ein schwarzer Riemen; die silberne Kandare ist im Maul querliegend, an ihren Ende sind die unten bogenförmig nach oben gezogenen, hinter dem Kopf verborgenen, oberhalb desselben durch goldenen Knopf vereinigten Zügel mit zwei abfliegenden Enden befestigt; beiderseits ein gebogenes, silbern geharnischtes Mannsbein. Feld 2: In Gold eine grüne Tanne auf grünem Boden. Feld 3: In Silber ein aus einer natürlichen Wolke im linken Obereck wachsender, eisen-geharnischter, gebogener Arm, einen natürlichen Hammer schwingend, im rechten Untereck die untere Hälfte eines schrägrechts geteilten, schwarzen Kammrads. Feld 4: In Rot ein goldenes Jagdhorn, vermittelst zweier goldener Ketten an goldener Lilie hängend. Auf dem gekrönten Helm wachsen, die Ellenbogen gegeneinander kehrend, zwei geharnischte, gebogene Arme, jeder einen die Sehne schräg aufwärts kehrenden, von zwei dergleichen Pfeilen überdeckten goldenen Pfeilbogen haltend. Die Helmdecken sind blau-silbern und rot-golden.
Weitere Wappendarstellungen:

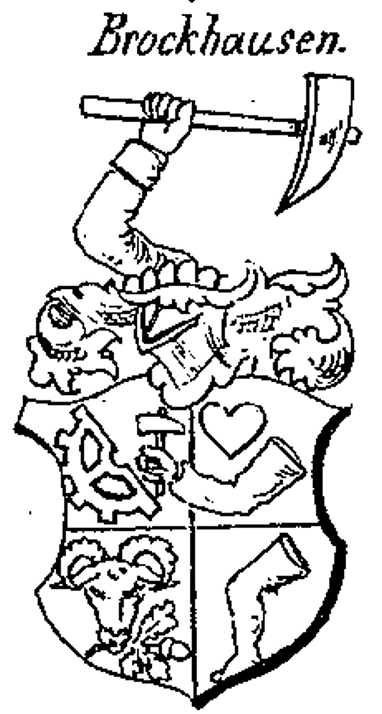
Wappen derer von Brockhausen
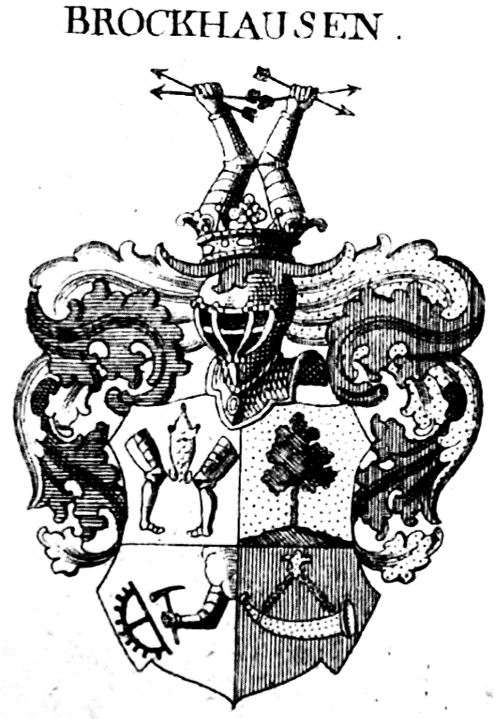
Wappen derer von Brockhausen